# Eudendrium calceolatum
Eudendrium calceolatum är en nässeldjursart som beskrevs av Motz-Kossowska 1905. Eudendrium calceolatum ingår i släktet Eudendrium och familjen Eudendriidae. Inga underarter finns listade i Catalogue of Life.